# Tarrascheva zamka
Tarrascheva zamka naziv je za dvije zamke u Španjolskoj partiji, a ime su dobile po njemačkom šahistu Siegbertu Tarraschu. Za razliku od mnogih varijanti koje se pojavljuju samo u analizama, Tarrasch je ove zamke zapravo uspio primijeniti u turnirskim partijama protiv tadašnjih majstora. 

## Otvorena varijanta
|   | a | b | c | d | e | f | g | h |   |
| 8 | a8 black rook · f8 black rook · g8 black king · c7 black pawn · d7 black queen · e7 black bishop · f7 black pawn · g7 black pawn · h7 black pawn · a6 black pawn · c6 black knight · e6 black bishop · b5 black pawn · d5 black pawn · e5 white pawn · d4 white knight · e4 black knight · b3 white bishop · c3 white pawn · a2 white pawn · b2 white pawn · f2 white pawn · g2 white pawn · h2 white pawn · a1 white rook · b1 white knight · c1 white bishop · d1 white queen · e1 white rook · g1 white king | a8 black rook · f8 black rook · g8 black king · c7 black pawn · d7 black queen · e7 black bishop · f7 black pawn · g7 black pawn · h7 black pawn · a6 black pawn · c6 black knight · e6 black bishop · b5 black pawn · d5 black pawn · e5 white pawn · d4 white knight · e4 black knight · b3 white bishop · c3 white pawn · a2 white pawn · b2 white pawn · f2 white pawn · g2 white pawn · h2 white pawn · a1 white rook · b1 white knight · c1 white bishop · d1 white queen · e1 white rook · g1 white king | a8 black rook · f8 black rook · g8 black king · c7 black pawn · d7 black queen · e7 black bishop · f7 black pawn · g7 black pawn · h7 black pawn · a6 black pawn · c6 black knight · e6 black bishop · b5 black pawn · d5 black pawn · e5 white pawn · d4 white knight · e4 black knight · b3 white bishop · c3 white pawn · a2 white pawn · b2 white pawn · f2 white pawn · g2 white pawn · h2 white pawn · a1 white rook · b1 white knight · c1 white bishop · d1 white queen · e1 white rook · g1 white king | a8 black rook · f8 black rook · g8 black king · c7 black pawn · d7 black queen · e7 black bishop · f7 black pawn · g7 black pawn · h7 black pawn · a6 black pawn · c6 black knight · e6 black bishop · b5 black pawn · d5 black pawn · e5 white pawn · d4 white knight · e4 black knight · b3 white bishop · c3 white pawn · a2 white pawn · b2 white pawn · f2 white pawn · g2 white pawn · h2 white pawn · a1 white rook · b1 white knight · c1 white bishop · d1 white queen · e1 white rook · g1 white king | a8 black rook · f8 black rook · g8 black king · c7 black pawn · d7 black queen · e7 black bishop · f7 black pawn · g7 black pawn · h7 black pawn · a6 black pawn · c6 black knight · e6 black bishop · b5 black pawn · d5 black pawn · e5 white pawn · d4 white knight · e4 black knight · b3 white bishop · c3 white pawn · a2 white pawn · b2 white pawn · f2 white pawn · g2 white pawn · h2 white pawn · a1 white rook · b1 white knight · c1 white bishop · d1 white queen · e1 white rook · g1 white king | a8 black rook · f8 black rook · g8 black king · c7 black pawn · d7 black queen · e7 black bishop · f7 black pawn · g7 black pawn · h7 black pawn · a6 black pawn · c6 black knight · e6 black bishop · b5 black pawn · d5 black pawn · e5 white pawn · d4 white knight · e4 black knight · b3 white bishop · c3 white pawn · a2 white pawn · b2 white pawn · f2 white pawn · g2 white pawn · h2 white pawn · a1 white rook · b1 white knight · c1 white bishop · d1 white queen · e1 white rook · g1 white king | a8 black rook · f8 black rook · g8 black king · c7 black pawn · d7 black queen · e7 black bishop · f7 black pawn · g7 black pawn · h7 black pawn · a6 black pawn · c6 black knight · e6 black bishop · b5 black pawn · d5 black pawn · e5 white pawn · d4 white knight · e4 black knight · b3 white bishop · c3 white pawn · a2 white pawn · b2 white pawn · f2 white pawn · g2 white pawn · h2 white pawn · a1 white rook · b1 white knight · c1 white bishop · d1 white queen · e1 white rook · g1 white king | a8 black rook · f8 black rook · g8 black king · c7 black pawn · d7 black queen · e7 black bishop · f7 black pawn · g7 black pawn · h7 black pawn · a6 black pawn · c6 black knight · e6 black bishop · b5 black pawn · d5 black pawn · e5 white pawn · d4 white knight · e4 black knight · b3 white bishop · c3 white pawn · a2 white pawn · b2 white pawn · f2 white pawn · g2 white pawn · h2 white pawn · a1 white rook · b1 white knight · c1 white bishop · d1 white queen · e1 white rook · g1 white king | 8 |
| 7 | a8 black rook · f8 black rook · g8 black king · c7 black pawn · d7 black queen · e7 black bishop · f7 black pawn · g7 black pawn · h7 black pawn · a6 black pawn · c6 black knight · e6 black bishop · b5 black pawn · d5 black pawn · e5 white pawn · d4 white knight · e4 black knight · b3 white bishop · c3 white pawn · a2 white pawn · b2 white pawn · f2 white pawn · g2 white pawn · h2 white pawn · a1 white rook · b1 white knight · c1 white bishop · d1 white queen · e1 white rook · g1 white king | a8 black rook · f8 black rook · g8 black king · c7 black pawn · d7 black queen · e7 black bishop · f7 black pawn · g7 black pawn · h7 black pawn · a6 black pawn · c6 black knight · e6 black bishop · b5 black pawn · d5 black pawn · e5 white pawn · d4 white knight · e4 black knight · b3 white bishop · c3 white pawn · a2 white pawn · b2 white pawn · f2 white pawn · g2 white pawn · h2 white pawn · a1 white rook · b1 white knight · c1 white bishop · d1 white queen · e1 white rook · g1 white king | a8 black rook · f8 black rook · g8 black king · c7 black pawn · d7 black queen · e7 black bishop · f7 black pawn · g7 black pawn · h7 black pawn · a6 black pawn · c6 black knight · e6 black bishop · b5 black pawn · d5 black pawn · e5 white pawn · d4 white knight · e4 black knight · b3 white bishop · c3 white pawn · a2 white pawn · b2 white pawn · f2 white pawn · g2 white pawn · h2 white pawn · a1 white rook · b1 white knight · c1 white bishop · d1 white queen · e1 white rook · g1 white king | a8 black rook · f8 black rook · g8 black king · c7 black pawn · d7 black queen · e7 black bishop · f7 black pawn · g7 black pawn · h7 black pawn · a6 black pawn · c6 black knight · e6 black bishop · b5 black pawn · d5 black pawn · e5 white pawn · d4 white knight · e4 black knight · b3 white bishop · c3 white pawn · a2 white pawn · b2 white pawn · f2 white pawn · g2 white pawn · h2 white pawn · a1 white rook · b1 white knight · c1 white bishop · d1 white queen · e1 white rook · g1 white king | a8 black rook · f8 black rook · g8 black king · c7 black pawn · d7 black queen · e7 black bishop · f7 black pawn · g7 black pawn · h7 black pawn · a6 black pawn · c6 black knight · e6 black bishop · b5 black pawn · d5 black pawn · e5 white pawn · d4 white knight · e4 black knight · b3 white bishop · c3 white pawn · a2 white pawn · b2 white pawn · f2 white pawn · g2 white pawn · h2 white pawn · a1 white rook · b1 white knight · c1 white bishop · d1 white queen · e1 white rook · g1 white king | a8 black rook · f8 black rook · g8 black king · c7 black pawn · d7 black queen · e7 black bishop · f7 black pawn · g7 black pawn · h7 black pawn · a6 black pawn · c6 black knight · e6 black bishop · b5 black pawn · d5 black pawn · e5 white pawn · d4 white knight · e4 black knight · b3 white bishop · c3 white pawn · a2 white pawn · b2 white pawn · f2 white pawn · g2 white pawn · h2 white pawn · a1 white rook · b1 white knight · c1 white bishop · d1 white queen · e1 white rook · g1 white king | a8 black rook · f8 black rook · g8 black king · c7 black pawn · d7 black queen · e7 black bishop · f7 black pawn · g7 black pawn · h7 black pawn · a6 black pawn · c6 black knight · e6 black bishop · b5 black pawn · d5 black pawn · e5 white pawn · d4 white knight · e4 black knight · b3 white bishop · c3 white pawn · a2 white pawn · b2 white pawn · f2 white pawn · g2 white pawn · h2 white pawn · a1 white rook · b1 white knight · c1 white bishop · d1 white queen · e1 white rook · g1 white king | a8 black rook · f8 black rook · g8 black king · c7 black pawn · d7 black queen · e7 black bishop · f7 black pawn · g7 black pawn · h7 black pawn · a6 black pawn · c6 black knight · e6 black bishop · b5 black pawn · d5 black pawn · e5 white pawn · d4 white knight · e4 black knight · b3 white bishop · c3 white pawn · a2 white pawn · b2 white pawn · f2 white pawn · g2 white pawn · h2 white pawn · a1 white rook · b1 white knight · c1 white bishop · d1 white queen · e1 white rook · g1 white king | 7 |
| 6 | a8 black rook · f8 black rook · g8 black king · c7 black pawn · d7 black queen · e7 black bishop · f7 black pawn · g7 black pawn · h7 black pawn · a6 black pawn · c6 black knight · e6 black bishop · b5 black pawn · d5 black pawn · e5 white pawn · d4 white knight · e4 black knight · b3 white bishop · c3 white pawn · a2 white pawn · b2 white pawn · f2 white pawn · g2 white pawn · h2 white pawn · a1 white rook · b1 white knight · c1 white bishop · d1 white queen · e1 white rook · g1 white king | a8 black rook · f8 black rook · g8 black king · c7 black pawn · d7 black queen · e7 black bishop · f7 black pawn · g7 black pawn · h7 black pawn · a6 black pawn · c6 black knight · e6 black bishop · b5 black pawn · d5 black pawn · e5 white pawn · d4 white knight · e4 black knight · b3 white bishop · c3 white pawn · a2 white pawn · b2 white pawn · f2 white pawn · g2 white pawn · h2 white pawn · a1 white rook · b1 white knight · c1 white bishop · d1 white queen · e1 white rook · g1 white king | a8 black rook · f8 black rook · g8 black king · c7 black pawn · d7 black queen · e7 black bishop · f7 black pawn · g7 black pawn · h7 black pawn · a6 black pawn · c6 black knight · e6 black bishop · b5 black pawn · d5 black pawn · e5 white pawn · d4 white knight · e4 black knight · b3 white bishop · c3 white pawn · a2 white pawn · b2 white pawn · f2 white pawn · g2 white pawn · h2 white pawn · a1 white rook · b1 white knight · c1 white bishop · d1 white queen · e1 white rook · g1 white king | a8 black rook · f8 black rook · g8 black king · c7 black pawn · d7 black queen · e7 black bishop · f7 black pawn · g7 black pawn · h7 black pawn · a6 black pawn · c6 black knight · e6 black bishop · b5 black pawn · d5 black pawn · e5 white pawn · d4 white knight · e4 black knight · b3 white bishop · c3 white pawn · a2 white pawn · b2 white pawn · f2 white pawn · g2 white pawn · h2 white pawn · a1 white rook · b1 white knight · c1 white bishop · d1 white queen · e1 white rook · g1 white king | a8 black rook · f8 black rook · g8 black king · c7 black pawn · d7 black queen · e7 black bishop · f7 black pawn · g7 black pawn · h7 black pawn · a6 black pawn · c6 black knight · e6 black bishop · b5 black pawn · d5 black pawn · e5 white pawn · d4 white knight · e4 black knight · b3 white bishop · c3 white pawn · a2 white pawn · b2 white pawn · f2 white pawn · g2 white pawn · h2 white pawn · a1 white rook · b1 white knight · c1 white bishop · d1 white queen · e1 white rook · g1 white king | a8 black rook · f8 black rook · g8 black king · c7 black pawn · d7 black queen · e7 black bishop · f7 black pawn · g7 black pawn · h7 black pawn · a6 black pawn · c6 black knight · e6 black bishop · b5 black pawn · d5 black pawn · e5 white pawn · d4 white knight · e4 black knight · b3 white bishop · c3 white pawn · a2 white pawn · b2 white pawn · f2 white pawn · g2 white pawn · h2 white pawn · a1 white rook · b1 white knight · c1 white bishop · d1 white queen · e1 white rook · g1 white king | a8 black rook · f8 black rook · g8 black king · c7 black pawn · d7 black queen · e7 black bishop · f7 black pawn · g7 black pawn · h7 black pawn · a6 black pawn · c6 black knight · e6 black bishop · b5 black pawn · d5 black pawn · e5 white pawn · d4 white knight · e4 black knight · b3 white bishop · c3 white pawn · a2 white pawn · b2 white pawn · f2 white pawn · g2 white pawn · h2 white pawn · a1 white rook · b1 white knight · c1 white bishop · d1 white queen · e1 white rook · g1 white king | a8 black rook · f8 black rook · g8 black king · c7 black pawn · d7 black queen · e7 black bishop · f7 black pawn · g7 black pawn · h7 black pawn · a6 black pawn · c6 black knight · e6 black bishop · b5 black pawn · d5 black pawn · e5 white pawn · d4 white knight · e4 black knight · b3 white bishop · c3 white pawn · a2 white pawn · b2 white pawn · f2 white pawn · g2 white pawn · h2 white pawn · a1 white rook · b1 white knight · c1 white bishop · d1 white queen · e1 white rook · g1 white king | 6 |
| 5 | a8 black rook · f8 black rook · g8 black king · c7 black pawn · d7 black queen · e7 black bishop · f7 black pawn · g7 black pawn · h7 black pawn · a6 black pawn · c6 black knight · e6 black bishop · b5 black pawn · d5 black pawn · e5 white pawn · d4 white knight · e4 black knight · b3 white bishop · c3 white pawn · a2 white pawn · b2 white pawn · f2 white pawn · g2 white pawn · h2 white pawn · a1 white rook · b1 white knight · c1 white bishop · d1 white queen · e1 white rook · g1 white king | a8 black rook · f8 black rook · g8 black king · c7 black pawn · d7 black queen · e7 black bishop · f7 black pawn · g7 black pawn · h7 black pawn · a6 black pawn · c6 black knight · e6 black bishop · b5 black pawn · d5 black pawn · e5 white pawn · d4 white knight · e4 black knight · b3 white bishop · c3 white pawn · a2 white pawn · b2 white pawn · f2 white pawn · g2 white pawn · h2 white pawn · a1 white rook · b1 white knight · c1 white bishop · d1 white queen · e1 white rook · g1 white king | a8 black rook · f8 black rook · g8 black king · c7 black pawn · d7 black queen · e7 black bishop · f7 black pawn · g7 black pawn · h7 black pawn · a6 black pawn · c6 black knight · e6 black bishop · b5 black pawn · d5 black pawn · e5 white pawn · d4 white knight · e4 black knight · b3 white bishop · c3 white pawn · a2 white pawn · b2 white pawn · f2 white pawn · g2 white pawn · h2 white pawn · a1 white rook · b1 white knight · c1 white bishop · d1 white queen · e1 white rook · g1 white king | a8 black rook · f8 black rook · g8 black king · c7 black pawn · d7 black queen · e7 black bishop · f7 black pawn · g7 black pawn · h7 black pawn · a6 black pawn · c6 black knight · e6 black bishop · b5 black pawn · d5 black pawn · e5 white pawn · d4 white knight · e4 black knight · b3 white bishop · c3 white pawn · a2 white pawn · b2 white pawn · f2 white pawn · g2 white pawn · h2 white pawn · a1 white rook · b1 white knight · c1 white bishop · d1 white queen · e1 white rook · g1 white king | a8 black rook · f8 black rook · g8 black king · c7 black pawn · d7 black queen · e7 black bishop · f7 black pawn · g7 black pawn · h7 black pawn · a6 black pawn · c6 black knight · e6 black bishop · b5 black pawn · d5 black pawn · e5 white pawn · d4 white knight · e4 black knight · b3 white bishop · c3 white pawn · a2 white pawn · b2 white pawn · f2 white pawn · g2 white pawn · h2 white pawn · a1 white rook · b1 white knight · c1 white bishop · d1 white queen · e1 white rook · g1 white king | a8 black rook · f8 black rook · g8 black king · c7 black pawn · d7 black queen · e7 black bishop · f7 black pawn · g7 black pawn · h7 black pawn · a6 black pawn · c6 black knight · e6 black bishop · b5 black pawn · d5 black pawn · e5 white pawn · d4 white knight · e4 black knight · b3 white bishop · c3 white pawn · a2 white pawn · b2 white pawn · f2 white pawn · g2 white pawn · h2 white pawn · a1 white rook · b1 white knight · c1 white bishop · d1 white queen · e1 white rook · g1 white king | a8 black rook · f8 black rook · g8 black king · c7 black pawn · d7 black queen · e7 black bishop · f7 black pawn · g7 black pawn · h7 black pawn · a6 black pawn · c6 black knight · e6 black bishop · b5 black pawn · d5 black pawn · e5 white pawn · d4 white knight · e4 black knight · b3 white bishop · c3 white pawn · a2 white pawn · b2 white pawn · f2 white pawn · g2 white pawn · h2 white pawn · a1 white rook · b1 white knight · c1 white bishop · d1 white queen · e1 white rook · g1 white king | a8 black rook · f8 black rook · g8 black king · c7 black pawn · d7 black queen · e7 black bishop · f7 black pawn · g7 black pawn · h7 black pawn · a6 black pawn · c6 black knight · e6 black bishop · b5 black pawn · d5 black pawn · e5 white pawn · d4 white knight · e4 black knight · b3 white bishop · c3 white pawn · a2 white pawn · b2 white pawn · f2 white pawn · g2 white pawn · h2 white pawn · a1 white rook · b1 white knight · c1 white bishop · d1 white queen · e1 white rook · g1 white king | 5 |
| 4 | a8 black rook · f8 black rook · g8 black king · c7 black pawn · d7 black queen · e7 black bishop · f7 black pawn · g7 black pawn · h7 black pawn · a6 black pawn · c6 black knight · e6 black bishop · b5 black pawn · d5 black pawn · e5 white pawn · d4 white knight · e4 black knight · b3 white bishop · c3 white pawn · a2 white pawn · b2 white pawn · f2 white pawn · g2 white pawn · h2 white pawn · a1 white rook · b1 white knight · c1 white bishop · d1 white queen · e1 white rook · g1 white king | a8 black rook · f8 black rook · g8 black king · c7 black pawn · d7 black queen · e7 black bishop · f7 black pawn · g7 black pawn · h7 black pawn · a6 black pawn · c6 black knight · e6 black bishop · b5 black pawn · d5 black pawn · e5 white pawn · d4 white knight · e4 black knight · b3 white bishop · c3 white pawn · a2 white pawn · b2 white pawn · f2 white pawn · g2 white pawn · h2 white pawn · a1 white rook · b1 white knight · c1 white bishop · d1 white queen · e1 white rook · g1 white king | a8 black rook · f8 black rook · g8 black king · c7 black pawn · d7 black queen · e7 black bishop · f7 black pawn · g7 black pawn · h7 black pawn · a6 black pawn · c6 black knight · e6 black bishop · b5 black pawn · d5 black pawn · e5 white pawn · d4 white knight · e4 black knight · b3 white bishop · c3 white pawn · a2 white pawn · b2 white pawn · f2 white pawn · g2 white pawn · h2 white pawn · a1 white rook · b1 white knight · c1 white bishop · d1 white queen · e1 white rook · g1 white king | a8 black rook · f8 black rook · g8 black king · c7 black pawn · d7 black queen · e7 black bishop · f7 black pawn · g7 black pawn · h7 black pawn · a6 black pawn · c6 black knight · e6 black bishop · b5 black pawn · d5 black pawn · e5 white pawn · d4 white knight · e4 black knight · b3 white bishop · c3 white pawn · a2 white pawn · b2 white pawn · f2 white pawn · g2 white pawn · h2 white pawn · a1 white rook · b1 white knight · c1 white bishop · d1 white queen · e1 white rook · g1 white king | a8 black rook · f8 black rook · g8 black king · c7 black pawn · d7 black queen · e7 black bishop · f7 black pawn · g7 black pawn · h7 black pawn · a6 black pawn · c6 black knight · e6 black bishop · b5 black pawn · d5 black pawn · e5 white pawn · d4 white knight · e4 black knight · b3 white bishop · c3 white pawn · a2 white pawn · b2 white pawn · f2 white pawn · g2 white pawn · h2 white pawn · a1 white rook · b1 white knight · c1 white bishop · d1 white queen · e1 white rook · g1 white king | a8 black rook · f8 black rook · g8 black king · c7 black pawn · d7 black queen · e7 black bishop · f7 black pawn · g7 black pawn · h7 black pawn · a6 black pawn · c6 black knight · e6 black bishop · b5 black pawn · d5 black pawn · e5 white pawn · d4 white knight · e4 black knight · b3 white bishop · c3 white pawn · a2 white pawn · b2 white pawn · f2 white pawn · g2 white pawn · h2 white pawn · a1 white rook · b1 white knight · c1 white bishop · d1 white queen · e1 white rook · g1 white king | a8 black rook · f8 black rook · g8 black king · c7 black pawn · d7 black queen · e7 black bishop · f7 black pawn · g7 black pawn · h7 black pawn · a6 black pawn · c6 black knight · e6 black bishop · b5 black pawn · d5 black pawn · e5 white pawn · d4 white knight · e4 black knight · b3 white bishop · c3 white pawn · a2 white pawn · b2 white pawn · f2 white pawn · g2 white pawn · h2 white pawn · a1 white rook · b1 white knight · c1 white bishop · d1 white queen · e1 white rook · g1 white king | a8 black rook · f8 black rook · g8 black king · c7 black pawn · d7 black queen · e7 black bishop · f7 black pawn · g7 black pawn · h7 black pawn · a6 black pawn · c6 black knight · e6 black bishop · b5 black pawn · d5 black pawn · e5 white pawn · d4 white knight · e4 black knight · b3 white bishop · c3 white pawn · a2 white pawn · b2 white pawn · f2 white pawn · g2 white pawn · h2 white pawn · a1 white rook · b1 white knight · c1 white bishop · d1 white queen · e1 white rook · g1 white king | 4 |
| 3 | a8 black rook · f8 black rook · g8 black king · c7 black pawn · d7 black queen · e7 black bishop · f7 black pawn · g7 black pawn · h7 black pawn · a6 black pawn · c6 black knight · e6 black bishop · b5 black pawn · d5 black pawn · e5 white pawn · d4 white knight · e4 black knight · b3 white bishop · c3 white pawn · a2 white pawn · b2 white pawn · f2 white pawn · g2 white pawn · h2 white pawn · a1 white rook · b1 white knight · c1 white bishop · d1 white queen · e1 white rook · g1 white king | a8 black rook · f8 black rook · g8 black king · c7 black pawn · d7 black queen · e7 black bishop · f7 black pawn · g7 black pawn · h7 black pawn · a6 black pawn · c6 black knight · e6 black bishop · b5 black pawn · d5 black pawn · e5 white pawn · d4 white knight · e4 black knight · b3 white bishop · c3 white pawn · a2 white pawn · b2 white pawn · f2 white pawn · g2 white pawn · h2 white pawn · a1 white rook · b1 white knight · c1 white bishop · d1 white queen · e1 white rook · g1 white king | a8 black rook · f8 black rook · g8 black king · c7 black pawn · d7 black queen · e7 black bishop · f7 black pawn · g7 black pawn · h7 black pawn · a6 black pawn · c6 black knight · e6 black bishop · b5 black pawn · d5 black pawn · e5 white pawn · d4 white knight · e4 black knight · b3 white bishop · c3 white pawn · a2 white pawn · b2 white pawn · f2 white pawn · g2 white pawn · h2 white pawn · a1 white rook · b1 white knight · c1 white bishop · d1 white queen · e1 white rook · g1 white king | a8 black rook · f8 black rook · g8 black king · c7 black pawn · d7 black queen · e7 black bishop · f7 black pawn · g7 black pawn · h7 black pawn · a6 black pawn · c6 black knight · e6 black bishop · b5 black pawn · d5 black pawn · e5 white pawn · d4 white knight · e4 black knight · b3 white bishop · c3 white pawn · a2 white pawn · b2 white pawn · f2 white pawn · g2 white pawn · h2 white pawn · a1 white rook · b1 white knight · c1 white bishop · d1 white queen · e1 white rook · g1 white king | a8 black rook · f8 black rook · g8 black king · c7 black pawn · d7 black queen · e7 black bishop · f7 black pawn · g7 black pawn · h7 black pawn · a6 black pawn · c6 black knight · e6 black bishop · b5 black pawn · d5 black pawn · e5 white pawn · d4 white knight · e4 black knight · b3 white bishop · c3 white pawn · a2 white pawn · b2 white pawn · f2 white pawn · g2 white pawn · h2 white pawn · a1 white rook · b1 white knight · c1 white bishop · d1 white queen · e1 white rook · g1 white king | a8 black rook · f8 black rook · g8 black king · c7 black pawn · d7 black queen · e7 black bishop · f7 black pawn · g7 black pawn · h7 black pawn · a6 black pawn · c6 black knight · e6 black bishop · b5 black pawn · d5 black pawn · e5 white pawn · d4 white knight · e4 black knight · b3 white bishop · c3 white pawn · a2 white pawn · b2 white pawn · f2 white pawn · g2 white pawn · h2 white pawn · a1 white rook · b1 white knight · c1 white bishop · d1 white queen · e1 white rook · g1 white king | a8 black rook · f8 black rook · g8 black king · c7 black pawn · d7 black queen · e7 black bishop · f7 black pawn · g7 black pawn · h7 black pawn · a6 black pawn · c6 black knight · e6 black bishop · b5 black pawn · d5 black pawn · e5 white pawn · d4 white knight · e4 black knight · b3 white bishop · c3 white pawn · a2 white pawn · b2 white pawn · f2 white pawn · g2 white pawn · h2 white pawn · a1 white rook · b1 white knight · c1 white bishop · d1 white queen · e1 white rook · g1 white king | a8 black rook · f8 black rook · g8 black king · c7 black pawn · d7 black queen · e7 black bishop · f7 black pawn · g7 black pawn · h7 black pawn · a6 black pawn · c6 black knight · e6 black bishop · b5 black pawn · d5 black pawn · e5 white pawn · d4 white knight · e4 black knight · b3 white bishop · c3 white pawn · a2 white pawn · b2 white pawn · f2 white pawn · g2 white pawn · h2 white pawn · a1 white rook · b1 white knight · c1 white bishop · d1 white queen · e1 white rook · g1 white king | 3 |
| 2 | a8 black rook · f8 black rook · g8 black king · c7 black pawn · d7 black queen · e7 black bishop · f7 black pawn · g7 black pawn · h7 black pawn · a6 black pawn · c6 black knight · e6 black bishop · b5 black pawn · d5 black pawn · e5 white pawn · d4 white knight · e4 black knight · b3 white bishop · c3 white pawn · a2 white pawn · b2 white pawn · f2 white pawn · g2 white pawn · h2 white pawn · a1 white rook · b1 white knight · c1 white bishop · d1 white queen · e1 white rook · g1 white king | a8 black rook · f8 black rook · g8 black king · c7 black pawn · d7 black queen · e7 black bishop · f7 black pawn · g7 black pawn · h7 black pawn · a6 black pawn · c6 black knight · e6 black bishop · b5 black pawn · d5 black pawn · e5 white pawn · d4 white knight · e4 black knight · b3 white bishop · c3 white pawn · a2 white pawn · b2 white pawn · f2 white pawn · g2 white pawn · h2 white pawn · a1 white rook · b1 white knight · c1 white bishop · d1 white queen · e1 white rook · g1 white king | a8 black rook · f8 black rook · g8 black king · c7 black pawn · d7 black queen · e7 black bishop · f7 black pawn · g7 black pawn · h7 black pawn · a6 black pawn · c6 black knight · e6 black bishop · b5 black pawn · d5 black pawn · e5 white pawn · d4 white knight · e4 black knight · b3 white bishop · c3 white pawn · a2 white pawn · b2 white pawn · f2 white pawn · g2 white pawn · h2 white pawn · a1 white rook · b1 white knight · c1 white bishop · d1 white queen · e1 white rook · g1 white king | a8 black rook · f8 black rook · g8 black king · c7 black pawn · d7 black queen · e7 black bishop · f7 black pawn · g7 black pawn · h7 black pawn · a6 black pawn · c6 black knight · e6 black bishop · b5 black pawn · d5 black pawn · e5 white pawn · d4 white knight · e4 black knight · b3 white bishop · c3 white pawn · a2 white pawn · b2 white pawn · f2 white pawn · g2 white pawn · h2 white pawn · a1 white rook · b1 white knight · c1 white bishop · d1 white queen · e1 white rook · g1 white king | a8 black rook · f8 black rook · g8 black king · c7 black pawn · d7 black queen · e7 black bishop · f7 black pawn · g7 black pawn · h7 black pawn · a6 black pawn · c6 black knight · e6 black bishop · b5 black pawn · d5 black pawn · e5 white pawn · d4 white knight · e4 black knight · b3 white bishop · c3 white pawn · a2 white pawn · b2 white pawn · f2 white pawn · g2 white pawn · h2 white pawn · a1 white rook · b1 white knight · c1 white bishop · d1 white queen · e1 white rook · g1 white king | a8 black rook · f8 black rook · g8 black king · c7 black pawn · d7 black queen · e7 black bishop · f7 black pawn · g7 black pawn · h7 black pawn · a6 black pawn · c6 black knight · e6 black bishop · b5 black pawn · d5 black pawn · e5 white pawn · d4 white knight · e4 black knight · b3 white bishop · c3 white pawn · a2 white pawn · b2 white pawn · f2 white pawn · g2 white pawn · h2 white pawn · a1 white rook · b1 white knight · c1 white bishop · d1 white queen · e1 white rook · g1 white king | a8 black rook · f8 black rook · g8 black king · c7 black pawn · d7 black queen · e7 black bishop · f7 black pawn · g7 black pawn · h7 black pawn · a6 black pawn · c6 black knight · e6 black bishop · b5 black pawn · d5 black pawn · e5 white pawn · d4 white knight · e4 black knight · b3 white bishop · c3 white pawn · a2 white pawn · b2 white pawn · f2 white pawn · g2 white pawn · h2 white pawn · a1 white rook · b1 white knight · c1 white bishop · d1 white queen · e1 white rook · g1 white king | a8 black rook · f8 black rook · g8 black king · c7 black pawn · d7 black queen · e7 black bishop · f7 black pawn · g7 black pawn · h7 black pawn · a6 black pawn · c6 black knight · e6 black bishop · b5 black pawn · d5 black pawn · e5 white pawn · d4 white knight · e4 black knight · b3 white bishop · c3 white pawn · a2 white pawn · b2 white pawn · f2 white pawn · g2 white pawn · h2 white pawn · a1 white rook · b1 white knight · c1 white bishop · d1 white queen · e1 white rook · g1 white king | 2 |
| 1 | a8 black rook · f8 black rook · g8 black king · c7 black pawn · d7 black queen · e7 black bishop · f7 black pawn · g7 black pawn · h7 black pawn · a6 black pawn · c6 black knight · e6 black bishop · b5 black pawn · d5 black pawn · e5 white pawn · d4 white knight · e4 black knight · b3 white bishop · c3 white pawn · a2 white pawn · b2 white pawn · f2 white pawn · g2 white pawn · h2 white pawn · a1 white rook · b1 white knight · c1 white bishop · d1 white queen · e1 white rook · g1 white king | a8 black rook · f8 black rook · g8 black king · c7 black pawn · d7 black queen · e7 black bishop · f7 black pawn · g7 black pawn · h7 black pawn · a6 black pawn · c6 black knight · e6 black bishop · b5 black pawn · d5 black pawn · e5 white pawn · d4 white knight · e4 black knight · b3 white bishop · c3 white pawn · a2 white pawn · b2 white pawn · f2 white pawn · g2 white pawn · h2 white pawn · a1 white rook · b1 white knight · c1 white bishop · d1 white queen · e1 white rook · g1 white king | a8 black rook · f8 black rook · g8 black king · c7 black pawn · d7 black queen · e7 black bishop · f7 black pawn · g7 black pawn · h7 black pawn · a6 black pawn · c6 black knight · e6 black bishop · b5 black pawn · d5 black pawn · e5 white pawn · d4 white knight · e4 black knight · b3 white bishop · c3 white pawn · a2 white pawn · b2 white pawn · f2 white pawn · g2 white pawn · h2 white pawn · a1 white rook · b1 white knight · c1 white bishop · d1 white queen · e1 white rook · g1 white king | a8 black rook · f8 black rook · g8 black king · c7 black pawn · d7 black queen · e7 black bishop · f7 black pawn · g7 black pawn · h7 black pawn · a6 black pawn · c6 black knight · e6 black bishop · b5 black pawn · d5 black pawn · e5 white pawn · d4 white knight · e4 black knight · b3 white bishop · c3 white pawn · a2 white pawn · b2 white pawn · f2 white pawn · g2 white pawn · h2 white pawn · a1 white rook · b1 white knight · c1 white bishop · d1 white queen · e1 white rook · g1 white king | a8 black rook · f8 black rook · g8 black king · c7 black pawn · d7 black queen · e7 black bishop · f7 black pawn · g7 black pawn · h7 black pawn · a6 black pawn · c6 black knight · e6 black bishop · b5 black pawn · d5 black pawn · e5 white pawn · d4 white knight · e4 black knight · b3 white bishop · c3 white pawn · a2 white pawn · b2 white pawn · f2 white pawn · g2 white pawn · h2 white pawn · a1 white rook · b1 white knight · c1 white bishop · d1 white queen · e1 white rook · g1 white king | a8 black rook · f8 black rook · g8 black king · c7 black pawn · d7 black queen · e7 black bishop · f7 black pawn · g7 black pawn · h7 black pawn · a6 black pawn · c6 black knight · e6 black bishop · b5 black pawn · d5 black pawn · e5 white pawn · d4 white knight · e4 black knight · b3 white bishop · c3 white pawn · a2 white pawn · b2 white pawn · f2 white pawn · g2 white pawn · h2 white pawn · a1 white rook · b1 white knight · c1 white bishop · d1 white queen · e1 white rook · g1 white king | a8 black rook · f8 black rook · g8 black king · c7 black pawn · d7 black queen · e7 black bishop · f7 black pawn · g7 black pawn · h7 black pawn · a6 black pawn · c6 black knight · e6 black bishop · b5 black pawn · d5 black pawn · e5 white pawn · d4 white knight · e4 black knight · b3 white bishop · c3 white pawn · a2 white pawn · b2 white pawn · f2 white pawn · g2 white pawn · h2 white pawn · a1 white rook · b1 white knight · c1 white bishop · d1 white queen · e1 white rook · g1 white king | a8 black rook · f8 black rook · g8 black king · c7 black pawn · d7 black queen · e7 black bishop · f7 black pawn · g7 black pawn · h7 black pawn · a6 black pawn · c6 black knight · e6 black bishop · b5 black pawn · d5 black pawn · e5 white pawn · d4 white knight · e4 black knight · b3 white bishop · c3 white pawn · a2 white pawn · b2 white pawn · f2 white pawn · g2 white pawn · h2 white pawn · a1 white rook · b1 white knight · c1 white bishop · d1 white queen · e1 white rook · g1 white king | 1 |
|   | a | b | c | d | e | f | g | h |   |

Dva majstora pala su u zamku protiv Tarrascha: Johannes Zukertort u Frankfurtu 1887. i Isidor Gunsberg u Manchesteru 1890. 
1. e4 e5 2. Sf3 Sc6 3. Lb5 a6 4. La4 Sf6 5. 0-0 Sxe4
Ovo je Otvorena varijanta Španjolske partije.
6. d4 b5 7. Lb3 d5 8. dxe5 Le6 9. c3 Le7 10. Te1 0-0 11. Sd4 Dd7? (vidi dijagram)
Padanje u zamku.
12. Sxe6
Crni pješak na d5 bit će vezan (po d-liniji ili po dijagonali a2–g8) bez obzira na to kojom figurom uzme. Nakon 12...Dxe6 ili 12...fxe6 Bijeli osvaja figuru potezom 13. Txe4.

## Steinitzova varijanta
Druga Tarrascheva zamka, ponekad nazivana i Drezdenskom, pojavljuje se u Steinitzovoj varijanti. Tarrasch je objavio analizu ove zamke 1891., ali je 18 mjeseci kasnije austrijski šahovski majstor Georg Marco pao u nju protiv Tarrascha u Dresdenu 1892. U cijeloj partiji Tarrasch je na razmišljanje potrošio svega nekoliko minuta.
|   | a | b | c | d | e | f | g | h |   |
| 8 | a8 black rook · d8 black queen · e8 black king · h8 black rook · a7 black pawn · b7 black pawn · c7 black pawn · d7 black bishop · e7 black bishop · f7 black pawn · g7 black pawn · h7 black pawn · c6 black knight · d6 black pawn · f6 black knight · b5 white bishop · e5 black pawn · d4 white pawn · e4 white pawn · c3 white knight · f3 white knight · a2 white pawn · b2 white pawn · c2 white pawn · f2 white pawn · g2 white pawn · h2 white pawn · a1 white rook · c1 white bishop · d1 white queen · e1 white rook · g1 white king | a8 black rook · d8 black queen · e8 black king · h8 black rook · a7 black pawn · b7 black pawn · c7 black pawn · d7 black bishop · e7 black bishop · f7 black pawn · g7 black pawn · h7 black pawn · c6 black knight · d6 black pawn · f6 black knight · b5 white bishop · e5 black pawn · d4 white pawn · e4 white pawn · c3 white knight · f3 white knight · a2 white pawn · b2 white pawn · c2 white pawn · f2 white pawn · g2 white pawn · h2 white pawn · a1 white rook · c1 white bishop · d1 white queen · e1 white rook · g1 white king | a8 black rook · d8 black queen · e8 black king · h8 black rook · a7 black pawn · b7 black pawn · c7 black pawn · d7 black bishop · e7 black bishop · f7 black pawn · g7 black pawn · h7 black pawn · c6 black knight · d6 black pawn · f6 black knight · b5 white bishop · e5 black pawn · d4 white pawn · e4 white pawn · c3 white knight · f3 white knight · a2 white pawn · b2 white pawn · c2 white pawn · f2 white pawn · g2 white pawn · h2 white pawn · a1 white rook · c1 white bishop · d1 white queen · e1 white rook · g1 white king | a8 black rook · d8 black queen · e8 black king · h8 black rook · a7 black pawn · b7 black pawn · c7 black pawn · d7 black bishop · e7 black bishop · f7 black pawn · g7 black pawn · h7 black pawn · c6 black knight · d6 black pawn · f6 black knight · b5 white bishop · e5 black pawn · d4 white pawn · e4 white pawn · c3 white knight · f3 white knight · a2 white pawn · b2 white pawn · c2 white pawn · f2 white pawn · g2 white pawn · h2 white pawn · a1 white rook · c1 white bishop · d1 white queen · e1 white rook · g1 white king | a8 black rook · d8 black queen · e8 black king · h8 black rook · a7 black pawn · b7 black pawn · c7 black pawn · d7 black bishop · e7 black bishop · f7 black pawn · g7 black pawn · h7 black pawn · c6 black knight · d6 black pawn · f6 black knight · b5 white bishop · e5 black pawn · d4 white pawn · e4 white pawn · c3 white knight · f3 white knight · a2 white pawn · b2 white pawn · c2 white pawn · f2 white pawn · g2 white pawn · h2 white pawn · a1 white rook · c1 white bishop · d1 white queen · e1 white rook · g1 white king | a8 black rook · d8 black queen · e8 black king · h8 black rook · a7 black pawn · b7 black pawn · c7 black pawn · d7 black bishop · e7 black bishop · f7 black pawn · g7 black pawn · h7 black pawn · c6 black knight · d6 black pawn · f6 black knight · b5 white bishop · e5 black pawn · d4 white pawn · e4 white pawn · c3 white knight · f3 white knight · a2 white pawn · b2 white pawn · c2 white pawn · f2 white pawn · g2 white pawn · h2 white pawn · a1 white rook · c1 white bishop · d1 white queen · e1 white rook · g1 white king | a8 black rook · d8 black queen · e8 black king · h8 black rook · a7 black pawn · b7 black pawn · c7 black pawn · d7 black bishop · e7 black bishop · f7 black pawn · g7 black pawn · h7 black pawn · c6 black knight · d6 black pawn · f6 black knight · b5 white bishop · e5 black pawn · d4 white pawn · e4 white pawn · c3 white knight · f3 white knight · a2 white pawn · b2 white pawn · c2 white pawn · f2 white pawn · g2 white pawn · h2 white pawn · a1 white rook · c1 white bishop · d1 white queen · e1 white rook · g1 white king | a8 black rook · d8 black queen · e8 black king · h8 black rook · a7 black pawn · b7 black pawn · c7 black pawn · d7 black bishop · e7 black bishop · f7 black pawn · g7 black pawn · h7 black pawn · c6 black knight · d6 black pawn · f6 black knight · b5 white bishop · e5 black pawn · d4 white pawn · e4 white pawn · c3 white knight · f3 white knight · a2 white pawn · b2 white pawn · c2 white pawn · f2 white pawn · g2 white pawn · h2 white pawn · a1 white rook · c1 white bishop · d1 white queen · e1 white rook · g1 white king | 8 |
| 7 | a8 black rook · d8 black queen · e8 black king · h8 black rook · a7 black pawn · b7 black pawn · c7 black pawn · d7 black bishop · e7 black bishop · f7 black pawn · g7 black pawn · h7 black pawn · c6 black knight · d6 black pawn · f6 black knight · b5 white bishop · e5 black pawn · d4 white pawn · e4 white pawn · c3 white knight · f3 white knight · a2 white pawn · b2 white pawn · c2 white pawn · f2 white pawn · g2 white pawn · h2 white pawn · a1 white rook · c1 white bishop · d1 white queen · e1 white rook · g1 white king | a8 black rook · d8 black queen · e8 black king · h8 black rook · a7 black pawn · b7 black pawn · c7 black pawn · d7 black bishop · e7 black bishop · f7 black pawn · g7 black pawn · h7 black pawn · c6 black knight · d6 black pawn · f6 black knight · b5 white bishop · e5 black pawn · d4 white pawn · e4 white pawn · c3 white knight · f3 white knight · a2 white pawn · b2 white pawn · c2 white pawn · f2 white pawn · g2 white pawn · h2 white pawn · a1 white rook · c1 white bishop · d1 white queen · e1 white rook · g1 white king | a8 black rook · d8 black queen · e8 black king · h8 black rook · a7 black pawn · b7 black pawn · c7 black pawn · d7 black bishop · e7 black bishop · f7 black pawn · g7 black pawn · h7 black pawn · c6 black knight · d6 black pawn · f6 black knight · b5 white bishop · e5 black pawn · d4 white pawn · e4 white pawn · c3 white knight · f3 white knight · a2 white pawn · b2 white pawn · c2 white pawn · f2 white pawn · g2 white pawn · h2 white pawn · a1 white rook · c1 white bishop · d1 white queen · e1 white rook · g1 white king | a8 black rook · d8 black queen · e8 black king · h8 black rook · a7 black pawn · b7 black pawn · c7 black pawn · d7 black bishop · e7 black bishop · f7 black pawn · g7 black pawn · h7 black pawn · c6 black knight · d6 black pawn · f6 black knight · b5 white bishop · e5 black pawn · d4 white pawn · e4 white pawn · c3 white knight · f3 white knight · a2 white pawn · b2 white pawn · c2 white pawn · f2 white pawn · g2 white pawn · h2 white pawn · a1 white rook · c1 white bishop · d1 white queen · e1 white rook · g1 white king | a8 black rook · d8 black queen · e8 black king · h8 black rook · a7 black pawn · b7 black pawn · c7 black pawn · d7 black bishop · e7 black bishop · f7 black pawn · g7 black pawn · h7 black pawn · c6 black knight · d6 black pawn · f6 black knight · b5 white bishop · e5 black pawn · d4 white pawn · e4 white pawn · c3 white knight · f3 white knight · a2 white pawn · b2 white pawn · c2 white pawn · f2 white pawn · g2 white pawn · h2 white pawn · a1 white rook · c1 white bishop · d1 white queen · e1 white rook · g1 white king | a8 black rook · d8 black queen · e8 black king · h8 black rook · a7 black pawn · b7 black pawn · c7 black pawn · d7 black bishop · e7 black bishop · f7 black pawn · g7 black pawn · h7 black pawn · c6 black knight · d6 black pawn · f6 black knight · b5 white bishop · e5 black pawn · d4 white pawn · e4 white pawn · c3 white knight · f3 white knight · a2 white pawn · b2 white pawn · c2 white pawn · f2 white pawn · g2 white pawn · h2 white pawn · a1 white rook · c1 white bishop · d1 white queen · e1 white rook · g1 white king | a8 black rook · d8 black queen · e8 black king · h8 black rook · a7 black pawn · b7 black pawn · c7 black pawn · d7 black bishop · e7 black bishop · f7 black pawn · g7 black pawn · h7 black pawn · c6 black knight · d6 black pawn · f6 black knight · b5 white bishop · e5 black pawn · d4 white pawn · e4 white pawn · c3 white knight · f3 white knight · a2 white pawn · b2 white pawn · c2 white pawn · f2 white pawn · g2 white pawn · h2 white pawn · a1 white rook · c1 white bishop · d1 white queen · e1 white rook · g1 white king | a8 black rook · d8 black queen · e8 black king · h8 black rook · a7 black pawn · b7 black pawn · c7 black pawn · d7 black bishop · e7 black bishop · f7 black pawn · g7 black pawn · h7 black pawn · c6 black knight · d6 black pawn · f6 black knight · b5 white bishop · e5 black pawn · d4 white pawn · e4 white pawn · c3 white knight · f3 white knight · a2 white pawn · b2 white pawn · c2 white pawn · f2 white pawn · g2 white pawn · h2 white pawn · a1 white rook · c1 white bishop · d1 white queen · e1 white rook · g1 white king | 7 |
| 6 | a8 black rook · d8 black queen · e8 black king · h8 black rook · a7 black pawn · b7 black pawn · c7 black pawn · d7 black bishop · e7 black bishop · f7 black pawn · g7 black pawn · h7 black pawn · c6 black knight · d6 black pawn · f6 black knight · b5 white bishop · e5 black pawn · d4 white pawn · e4 white pawn · c3 white knight · f3 white knight · a2 white pawn · b2 white pawn · c2 white pawn · f2 white pawn · g2 white pawn · h2 white pawn · a1 white rook · c1 white bishop · d1 white queen · e1 white rook · g1 white king | a8 black rook · d8 black queen · e8 black king · h8 black rook · a7 black pawn · b7 black pawn · c7 black pawn · d7 black bishop · e7 black bishop · f7 black pawn · g7 black pawn · h7 black pawn · c6 black knight · d6 black pawn · f6 black knight · b5 white bishop · e5 black pawn · d4 white pawn · e4 white pawn · c3 white knight · f3 white knight · a2 white pawn · b2 white pawn · c2 white pawn · f2 white pawn · g2 white pawn · h2 white pawn · a1 white rook · c1 white bishop · d1 white queen · e1 white rook · g1 white king | a8 black rook · d8 black queen · e8 black king · h8 black rook · a7 black pawn · b7 black pawn · c7 black pawn · d7 black bishop · e7 black bishop · f7 black pawn · g7 black pawn · h7 black pawn · c6 black knight · d6 black pawn · f6 black knight · b5 white bishop · e5 black pawn · d4 white pawn · e4 white pawn · c3 white knight · f3 white knight · a2 white pawn · b2 white pawn · c2 white pawn · f2 white pawn · g2 white pawn · h2 white pawn · a1 white rook · c1 white bishop · d1 white queen · e1 white rook · g1 white king | a8 black rook · d8 black queen · e8 black king · h8 black rook · a7 black pawn · b7 black pawn · c7 black pawn · d7 black bishop · e7 black bishop · f7 black pawn · g7 black pawn · h7 black pawn · c6 black knight · d6 black pawn · f6 black knight · b5 white bishop · e5 black pawn · d4 white pawn · e4 white pawn · c3 white knight · f3 white knight · a2 white pawn · b2 white pawn · c2 white pawn · f2 white pawn · g2 white pawn · h2 white pawn · a1 white rook · c1 white bishop · d1 white queen · e1 white rook · g1 white king | a8 black rook · d8 black queen · e8 black king · h8 black rook · a7 black pawn · b7 black pawn · c7 black pawn · d7 black bishop · e7 black bishop · f7 black pawn · g7 black pawn · h7 black pawn · c6 black knight · d6 black pawn · f6 black knight · b5 white bishop · e5 black pawn · d4 white pawn · e4 white pawn · c3 white knight · f3 white knight · a2 white pawn · b2 white pawn · c2 white pawn · f2 white pawn · g2 white pawn · h2 white pawn · a1 white rook · c1 white bishop · d1 white queen · e1 white rook · g1 white king | a8 black rook · d8 black queen · e8 black king · h8 black rook · a7 black pawn · b7 black pawn · c7 black pawn · d7 black bishop · e7 black bishop · f7 black pawn · g7 black pawn · h7 black pawn · c6 black knight · d6 black pawn · f6 black knight · b5 white bishop · e5 black pawn · d4 white pawn · e4 white pawn · c3 white knight · f3 white knight · a2 white pawn · b2 white pawn · c2 white pawn · f2 white pawn · g2 white pawn · h2 white pawn · a1 white rook · c1 white bishop · d1 white queen · e1 white rook · g1 white king | a8 black rook · d8 black queen · e8 black king · h8 black rook · a7 black pawn · b7 black pawn · c7 black pawn · d7 black bishop · e7 black bishop · f7 black pawn · g7 black pawn · h7 black pawn · c6 black knight · d6 black pawn · f6 black knight · b5 white bishop · e5 black pawn · d4 white pawn · e4 white pawn · c3 white knight · f3 white knight · a2 white pawn · b2 white pawn · c2 white pawn · f2 white pawn · g2 white pawn · h2 white pawn · a1 white rook · c1 white bishop · d1 white queen · e1 white rook · g1 white king | a8 black rook · d8 black queen · e8 black king · h8 black rook · a7 black pawn · b7 black pawn · c7 black pawn · d7 black bishop · e7 black bishop · f7 black pawn · g7 black pawn · h7 black pawn · c6 black knight · d6 black pawn · f6 black knight · b5 white bishop · e5 black pawn · d4 white pawn · e4 white pawn · c3 white knight · f3 white knight · a2 white pawn · b2 white pawn · c2 white pawn · f2 white pawn · g2 white pawn · h2 white pawn · a1 white rook · c1 white bishop · d1 white queen · e1 white rook · g1 white king | 6 |
| 5 | a8 black rook · d8 black queen · e8 black king · h8 black rook · a7 black pawn · b7 black pawn · c7 black pawn · d7 black bishop · e7 black bishop · f7 black pawn · g7 black pawn · h7 black pawn · c6 black knight · d6 black pawn · f6 black knight · b5 white bishop · e5 black pawn · d4 white pawn · e4 white pawn · c3 white knight · f3 white knight · a2 white pawn · b2 white pawn · c2 white pawn · f2 white pawn · g2 white pawn · h2 white pawn · a1 white rook · c1 white bishop · d1 white queen · e1 white rook · g1 white king | a8 black rook · d8 black queen · e8 black king · h8 black rook · a7 black pawn · b7 black pawn · c7 black pawn · d7 black bishop · e7 black bishop · f7 black pawn · g7 black pawn · h7 black pawn · c6 black knight · d6 black pawn · f6 black knight · b5 white bishop · e5 black pawn · d4 white pawn · e4 white pawn · c3 white knight · f3 white knight · a2 white pawn · b2 white pawn · c2 white pawn · f2 white pawn · g2 white pawn · h2 white pawn · a1 white rook · c1 white bishop · d1 white queen · e1 white rook · g1 white king | a8 black rook · d8 black queen · e8 black king · h8 black rook · a7 black pawn · b7 black pawn · c7 black pawn · d7 black bishop · e7 black bishop · f7 black pawn · g7 black pawn · h7 black pawn · c6 black knight · d6 black pawn · f6 black knight · b5 white bishop · e5 black pawn · d4 white pawn · e4 white pawn · c3 white knight · f3 white knight · a2 white pawn · b2 white pawn · c2 white pawn · f2 white pawn · g2 white pawn · h2 white pawn · a1 white rook · c1 white bishop · d1 white queen · e1 white rook · g1 white king | a8 black rook · d8 black queen · e8 black king · h8 black rook · a7 black pawn · b7 black pawn · c7 black pawn · d7 black bishop · e7 black bishop · f7 black pawn · g7 black pawn · h7 black pawn · c6 black knight · d6 black pawn · f6 black knight · b5 white bishop · e5 black pawn · d4 white pawn · e4 white pawn · c3 white knight · f3 white knight · a2 white pawn · b2 white pawn · c2 white pawn · f2 white pawn · g2 white pawn · h2 white pawn · a1 white rook · c1 white bishop · d1 white queen · e1 white rook · g1 white king | a8 black rook · d8 black queen · e8 black king · h8 black rook · a7 black pawn · b7 black pawn · c7 black pawn · d7 black bishop · e7 black bishop · f7 black pawn · g7 black pawn · h7 black pawn · c6 black knight · d6 black pawn · f6 black knight · b5 white bishop · e5 black pawn · d4 white pawn · e4 white pawn · c3 white knight · f3 white knight · a2 white pawn · b2 white pawn · c2 white pawn · f2 white pawn · g2 white pawn · h2 white pawn · a1 white rook · c1 white bishop · d1 white queen · e1 white rook · g1 white king | a8 black rook · d8 black queen · e8 black king · h8 black rook · a7 black pawn · b7 black pawn · c7 black pawn · d7 black bishop · e7 black bishop · f7 black pawn · g7 black pawn · h7 black pawn · c6 black knight · d6 black pawn · f6 black knight · b5 white bishop · e5 black pawn · d4 white pawn · e4 white pawn · c3 white knight · f3 white knight · a2 white pawn · b2 white pawn · c2 white pawn · f2 white pawn · g2 white pawn · h2 white pawn · a1 white rook · c1 white bishop · d1 white queen · e1 white rook · g1 white king | a8 black rook · d8 black queen · e8 black king · h8 black rook · a7 black pawn · b7 black pawn · c7 black pawn · d7 black bishop · e7 black bishop · f7 black pawn · g7 black pawn · h7 black pawn · c6 black knight · d6 black pawn · f6 black knight · b5 white bishop · e5 black pawn · d4 white pawn · e4 white pawn · c3 white knight · f3 white knight · a2 white pawn · b2 white pawn · c2 white pawn · f2 white pawn · g2 white pawn · h2 white pawn · a1 white rook · c1 white bishop · d1 white queen · e1 white rook · g1 white king | a8 black rook · d8 black queen · e8 black king · h8 black rook · a7 black pawn · b7 black pawn · c7 black pawn · d7 black bishop · e7 black bishop · f7 black pawn · g7 black pawn · h7 black pawn · c6 black knight · d6 black pawn · f6 black knight · b5 white bishop · e5 black pawn · d4 white pawn · e4 white pawn · c3 white knight · f3 white knight · a2 white pawn · b2 white pawn · c2 white pawn · f2 white pawn · g2 white pawn · h2 white pawn · a1 white rook · c1 white bishop · d1 white queen · e1 white rook · g1 white king | 5 |
| 4 | a8 black rook · d8 black queen · e8 black king · h8 black rook · a7 black pawn · b7 black pawn · c7 black pawn · d7 black bishop · e7 black bishop · f7 black pawn · g7 black pawn · h7 black pawn · c6 black knight · d6 black pawn · f6 black knight · b5 white bishop · e5 black pawn · d4 white pawn · e4 white pawn · c3 white knight · f3 white knight · a2 white pawn · b2 white pawn · c2 white pawn · f2 white pawn · g2 white pawn · h2 white pawn · a1 white rook · c1 white bishop · d1 white queen · e1 white rook · g1 white king | a8 black rook · d8 black queen · e8 black king · h8 black rook · a7 black pawn · b7 black pawn · c7 black pawn · d7 black bishop · e7 black bishop · f7 black pawn · g7 black pawn · h7 black pawn · c6 black knight · d6 black pawn · f6 black knight · b5 white bishop · e5 black pawn · d4 white pawn · e4 white pawn · c3 white knight · f3 white knight · a2 white pawn · b2 white pawn · c2 white pawn · f2 white pawn · g2 white pawn · h2 white pawn · a1 white rook · c1 white bishop · d1 white queen · e1 white rook · g1 white king | a8 black rook · d8 black queen · e8 black king · h8 black rook · a7 black pawn · b7 black pawn · c7 black pawn · d7 black bishop · e7 black bishop · f7 black pawn · g7 black pawn · h7 black pawn · c6 black knight · d6 black pawn · f6 black knight · b5 white bishop · e5 black pawn · d4 white pawn · e4 white pawn · c3 white knight · f3 white knight · a2 white pawn · b2 white pawn · c2 white pawn · f2 white pawn · g2 white pawn · h2 white pawn · a1 white rook · c1 white bishop · d1 white queen · e1 white rook · g1 white king | a8 black rook · d8 black queen · e8 black king · h8 black rook · a7 black pawn · b7 black pawn · c7 black pawn · d7 black bishop · e7 black bishop · f7 black pawn · g7 black pawn · h7 black pawn · c6 black knight · d6 black pawn · f6 black knight · b5 white bishop · e5 black pawn · d4 white pawn · e4 white pawn · c3 white knight · f3 white knight · a2 white pawn · b2 white pawn · c2 white pawn · f2 white pawn · g2 white pawn · h2 white pawn · a1 white rook · c1 white bishop · d1 white queen · e1 white rook · g1 white king | a8 black rook · d8 black queen · e8 black king · h8 black rook · a7 black pawn · b7 black pawn · c7 black pawn · d7 black bishop · e7 black bishop · f7 black pawn · g7 black pawn · h7 black pawn · c6 black knight · d6 black pawn · f6 black knight · b5 white bishop · e5 black pawn · d4 white pawn · e4 white pawn · c3 white knight · f3 white knight · a2 white pawn · b2 white pawn · c2 white pawn · f2 white pawn · g2 white pawn · h2 white pawn · a1 white rook · c1 white bishop · d1 white queen · e1 white rook · g1 white king | a8 black rook · d8 black queen · e8 black king · h8 black rook · a7 black pawn · b7 black pawn · c7 black pawn · d7 black bishop · e7 black bishop · f7 black pawn · g7 black pawn · h7 black pawn · c6 black knight · d6 black pawn · f6 black knight · b5 white bishop · e5 black pawn · d4 white pawn · e4 white pawn · c3 white knight · f3 white knight · a2 white pawn · b2 white pawn · c2 white pawn · f2 white pawn · g2 white pawn · h2 white pawn · a1 white rook · c1 white bishop · d1 white queen · e1 white rook · g1 white king | a8 black rook · d8 black queen · e8 black king · h8 black rook · a7 black pawn · b7 black pawn · c7 black pawn · d7 black bishop · e7 black bishop · f7 black pawn · g7 black pawn · h7 black pawn · c6 black knight · d6 black pawn · f6 black knight · b5 white bishop · e5 black pawn · d4 white pawn · e4 white pawn · c3 white knight · f3 white knight · a2 white pawn · b2 white pawn · c2 white pawn · f2 white pawn · g2 white pawn · h2 white pawn · a1 white rook · c1 white bishop · d1 white queen · e1 white rook · g1 white king | a8 black rook · d8 black queen · e8 black king · h8 black rook · a7 black pawn · b7 black pawn · c7 black pawn · d7 black bishop · e7 black bishop · f7 black pawn · g7 black pawn · h7 black pawn · c6 black knight · d6 black pawn · f6 black knight · b5 white bishop · e5 black pawn · d4 white pawn · e4 white pawn · c3 white knight · f3 white knight · a2 white pawn · b2 white pawn · c2 white pawn · f2 white pawn · g2 white pawn · h2 white pawn · a1 white rook · c1 white bishop · d1 white queen · e1 white rook · g1 white king | 4 |
| 3 | a8 black rook · d8 black queen · e8 black king · h8 black rook · a7 black pawn · b7 black pawn · c7 black pawn · d7 black bishop · e7 black bishop · f7 black pawn · g7 black pawn · h7 black pawn · c6 black knight · d6 black pawn · f6 black knight · b5 white bishop · e5 black pawn · d4 white pawn · e4 white pawn · c3 white knight · f3 white knight · a2 white pawn · b2 white pawn · c2 white pawn · f2 white pawn · g2 white pawn · h2 white pawn · a1 white rook · c1 white bishop · d1 white queen · e1 white rook · g1 white king | a8 black rook · d8 black queen · e8 black king · h8 black rook · a7 black pawn · b7 black pawn · c7 black pawn · d7 black bishop · e7 black bishop · f7 black pawn · g7 black pawn · h7 black pawn · c6 black knight · d6 black pawn · f6 black knight · b5 white bishop · e5 black pawn · d4 white pawn · e4 white pawn · c3 white knight · f3 white knight · a2 white pawn · b2 white pawn · c2 white pawn · f2 white pawn · g2 white pawn · h2 white pawn · a1 white rook · c1 white bishop · d1 white queen · e1 white rook · g1 white king | a8 black rook · d8 black queen · e8 black king · h8 black rook · a7 black pawn · b7 black pawn · c7 black pawn · d7 black bishop · e7 black bishop · f7 black pawn · g7 black pawn · h7 black pawn · c6 black knight · d6 black pawn · f6 black knight · b5 white bishop · e5 black pawn · d4 white pawn · e4 white pawn · c3 white knight · f3 white knight · a2 white pawn · b2 white pawn · c2 white pawn · f2 white pawn · g2 white pawn · h2 white pawn · a1 white rook · c1 white bishop · d1 white queen · e1 white rook · g1 white king | a8 black rook · d8 black queen · e8 black king · h8 black rook · a7 black pawn · b7 black pawn · c7 black pawn · d7 black bishop · e7 black bishop · f7 black pawn · g7 black pawn · h7 black pawn · c6 black knight · d6 black pawn · f6 black knight · b5 white bishop · e5 black pawn · d4 white pawn · e4 white pawn · c3 white knight · f3 white knight · a2 white pawn · b2 white pawn · c2 white pawn · f2 white pawn · g2 white pawn · h2 white pawn · a1 white rook · c1 white bishop · d1 white queen · e1 white rook · g1 white king | a8 black rook · d8 black queen · e8 black king · h8 black rook · a7 black pawn · b7 black pawn · c7 black pawn · d7 black bishop · e7 black bishop · f7 black pawn · g7 black pawn · h7 black pawn · c6 black knight · d6 black pawn · f6 black knight · b5 white bishop · e5 black pawn · d4 white pawn · e4 white pawn · c3 white knight · f3 white knight · a2 white pawn · b2 white pawn · c2 white pawn · f2 white pawn · g2 white pawn · h2 white pawn · a1 white rook · c1 white bishop · d1 white queen · e1 white rook · g1 white king | a8 black rook · d8 black queen · e8 black king · h8 black rook · a7 black pawn · b7 black pawn · c7 black pawn · d7 black bishop · e7 black bishop · f7 black pawn · g7 black pawn · h7 black pawn · c6 black knight · d6 black pawn · f6 black knight · b5 white bishop · e5 black pawn · d4 white pawn · e4 white pawn · c3 white knight · f3 white knight · a2 white pawn · b2 white pawn · c2 white pawn · f2 white pawn · g2 white pawn · h2 white pawn · a1 white rook · c1 white bishop · d1 white queen · e1 white rook · g1 white king | a8 black rook · d8 black queen · e8 black king · h8 black rook · a7 black pawn · b7 black pawn · c7 black pawn · d7 black bishop · e7 black bishop · f7 black pawn · g7 black pawn · h7 black pawn · c6 black knight · d6 black pawn · f6 black knight · b5 white bishop · e5 black pawn · d4 white pawn · e4 white pawn · c3 white knight · f3 white knight · a2 white pawn · b2 white pawn · c2 white pawn · f2 white pawn · g2 white pawn · h2 white pawn · a1 white rook · c1 white bishop · d1 white queen · e1 white rook · g1 white king | a8 black rook · d8 black queen · e8 black king · h8 black rook · a7 black pawn · b7 black pawn · c7 black pawn · d7 black bishop · e7 black bishop · f7 black pawn · g7 black pawn · h7 black pawn · c6 black knight · d6 black pawn · f6 black knight · b5 white bishop · e5 black pawn · d4 white pawn · e4 white pawn · c3 white knight · f3 white knight · a2 white pawn · b2 white pawn · c2 white pawn · f2 white pawn · g2 white pawn · h2 white pawn · a1 white rook · c1 white bishop · d1 white queen · e1 white rook · g1 white king | 3 |
| 2 | a8 black rook · d8 black queen · e8 black king · h8 black rook · a7 black pawn · b7 black pawn · c7 black pawn · d7 black bishop · e7 black bishop · f7 black pawn · g7 black pawn · h7 black pawn · c6 black knight · d6 black pawn · f6 black knight · b5 white bishop · e5 black pawn · d4 white pawn · e4 white pawn · c3 white knight · f3 white knight · a2 white pawn · b2 white pawn · c2 white pawn · f2 white pawn · g2 white pawn · h2 white pawn · a1 white rook · c1 white bishop · d1 white queen · e1 white rook · g1 white king | a8 black rook · d8 black queen · e8 black king · h8 black rook · a7 black pawn · b7 black pawn · c7 black pawn · d7 black bishop · e7 black bishop · f7 black pawn · g7 black pawn · h7 black pawn · c6 black knight · d6 black pawn · f6 black knight · b5 white bishop · e5 black pawn · d4 white pawn · e4 white pawn · c3 white knight · f3 white knight · a2 white pawn · b2 white pawn · c2 white pawn · f2 white pawn · g2 white pawn · h2 white pawn · a1 white rook · c1 white bishop · d1 white queen · e1 white rook · g1 white king | a8 black rook · d8 black queen · e8 black king · h8 black rook · a7 black pawn · b7 black pawn · c7 black pawn · d7 black bishop · e7 black bishop · f7 black pawn · g7 black pawn · h7 black pawn · c6 black knight · d6 black pawn · f6 black knight · b5 white bishop · e5 black pawn · d4 white pawn · e4 white pawn · c3 white knight · f3 white knight · a2 white pawn · b2 white pawn · c2 white pawn · f2 white pawn · g2 white pawn · h2 white pawn · a1 white rook · c1 white bishop · d1 white queen · e1 white rook · g1 white king | a8 black rook · d8 black queen · e8 black king · h8 black rook · a7 black pawn · b7 black pawn · c7 black pawn · d7 black bishop · e7 black bishop · f7 black pawn · g7 black pawn · h7 black pawn · c6 black knight · d6 black pawn · f6 black knight · b5 white bishop · e5 black pawn · d4 white pawn · e4 white pawn · c3 white knight · f3 white knight · a2 white pawn · b2 white pawn · c2 white pawn · f2 white pawn · g2 white pawn · h2 white pawn · a1 white rook · c1 white bishop · d1 white queen · e1 white rook · g1 white king | a8 black rook · d8 black queen · e8 black king · h8 black rook · a7 black pawn · b7 black pawn · c7 black pawn · d7 black bishop · e7 black bishop · f7 black pawn · g7 black pawn · h7 black pawn · c6 black knight · d6 black pawn · f6 black knight · b5 white bishop · e5 black pawn · d4 white pawn · e4 white pawn · c3 white knight · f3 white knight · a2 white pawn · b2 white pawn · c2 white pawn · f2 white pawn · g2 white pawn · h2 white pawn · a1 white rook · c1 white bishop · d1 white queen · e1 white rook · g1 white king | a8 black rook · d8 black queen · e8 black king · h8 black rook · a7 black pawn · b7 black pawn · c7 black pawn · d7 black bishop · e7 black bishop · f7 black pawn · g7 black pawn · h7 black pawn · c6 black knight · d6 black pawn · f6 black knight · b5 white bishop · e5 black pawn · d4 white pawn · e4 white pawn · c3 white knight · f3 white knight · a2 white pawn · b2 white pawn · c2 white pawn · f2 white pawn · g2 white pawn · h2 white pawn · a1 white rook · c1 white bishop · d1 white queen · e1 white rook · g1 white king | a8 black rook · d8 black queen · e8 black king · h8 black rook · a7 black pawn · b7 black pawn · c7 black pawn · d7 black bishop · e7 black bishop · f7 black pawn · g7 black pawn · h7 black pawn · c6 black knight · d6 black pawn · f6 black knight · b5 white bishop · e5 black pawn · d4 white pawn · e4 white pawn · c3 white knight · f3 white knight · a2 white pawn · b2 white pawn · c2 white pawn · f2 white pawn · g2 white pawn · h2 white pawn · a1 white rook · c1 white bishop · d1 white queen · e1 white rook · g1 white king | a8 black rook · d8 black queen · e8 black king · h8 black rook · a7 black pawn · b7 black pawn · c7 black pawn · d7 black bishop · e7 black bishop · f7 black pawn · g7 black pawn · h7 black pawn · c6 black knight · d6 black pawn · f6 black knight · b5 white bishop · e5 black pawn · d4 white pawn · e4 white pawn · c3 white knight · f3 white knight · a2 white pawn · b2 white pawn · c2 white pawn · f2 white pawn · g2 white pawn · h2 white pawn · a1 white rook · c1 white bishop · d1 white queen · e1 white rook · g1 white king | 2 |
| 1 | a8 black rook · d8 black queen · e8 black king · h8 black rook · a7 black pawn · b7 black pawn · c7 black pawn · d7 black bishop · e7 black bishop · f7 black pawn · g7 black pawn · h7 black pawn · c6 black knight · d6 black pawn · f6 black knight · b5 white bishop · e5 black pawn · d4 white pawn · e4 white pawn · c3 white knight · f3 white knight · a2 white pawn · b2 white pawn · c2 white pawn · f2 white pawn · g2 white pawn · h2 white pawn · a1 white rook · c1 white bishop · d1 white queen · e1 white rook · g1 white king | a8 black rook · d8 black queen · e8 black king · h8 black rook · a7 black pawn · b7 black pawn · c7 black pawn · d7 black bishop · e7 black bishop · f7 black pawn · g7 black pawn · h7 black pawn · c6 black knight · d6 black pawn · f6 black knight · b5 white bishop · e5 black pawn · d4 white pawn · e4 white pawn · c3 white knight · f3 white knight · a2 white pawn · b2 white pawn · c2 white pawn · f2 white pawn · g2 white pawn · h2 white pawn · a1 white rook · c1 white bishop · d1 white queen · e1 white rook · g1 white king | a8 black rook · d8 black queen · e8 black king · h8 black rook · a7 black pawn · b7 black pawn · c7 black pawn · d7 black bishop · e7 black bishop · f7 black pawn · g7 black pawn · h7 black pawn · c6 black knight · d6 black pawn · f6 black knight · b5 white bishop · e5 black pawn · d4 white pawn · e4 white pawn · c3 white knight · f3 white knight · a2 white pawn · b2 white pawn · c2 white pawn · f2 white pawn · g2 white pawn · h2 white pawn · a1 white rook · c1 white bishop · d1 white queen · e1 white rook · g1 white king | a8 black rook · d8 black queen · e8 black king · h8 black rook · a7 black pawn · b7 black pawn · c7 black pawn · d7 black bishop · e7 black bishop · f7 black pawn · g7 black pawn · h7 black pawn · c6 black knight · d6 black pawn · f6 black knight · b5 white bishop · e5 black pawn · d4 white pawn · e4 white pawn · c3 white knight · f3 white knight · a2 white pawn · b2 white pawn · c2 white pawn · f2 white pawn · g2 white pawn · h2 white pawn · a1 white rook · c1 white bishop · d1 white queen · e1 white rook · g1 white king | a8 black rook · d8 black queen · e8 black king · h8 black rook · a7 black pawn · b7 black pawn · c7 black pawn · d7 black bishop · e7 black bishop · f7 black pawn · g7 black pawn · h7 black pawn · c6 black knight · d6 black pawn · f6 black knight · b5 white bishop · e5 black pawn · d4 white pawn · e4 white pawn · c3 white knight · f3 white knight · a2 white pawn · b2 white pawn · c2 white pawn · f2 white pawn · g2 white pawn · h2 white pawn · a1 white rook · c1 white bishop · d1 white queen · e1 white rook · g1 white king | a8 black rook · d8 black queen · e8 black king · h8 black rook · a7 black pawn · b7 black pawn · c7 black pawn · d7 black bishop · e7 black bishop · f7 black pawn · g7 black pawn · h7 black pawn · c6 black knight · d6 black pawn · f6 black knight · b5 white bishop · e5 black pawn · d4 white pawn · e4 white pawn · c3 white knight · f3 white knight · a2 white pawn · b2 white pawn · c2 white pawn · f2 white pawn · g2 white pawn · h2 white pawn · a1 white rook · c1 white bishop · d1 white queen · e1 white rook · g1 white king | a8 black rook · d8 black queen · e8 black king · h8 black rook · a7 black pawn · b7 black pawn · c7 black pawn · d7 black bishop · e7 black bishop · f7 black pawn · g7 black pawn · h7 black pawn · c6 black knight · d6 black pawn · f6 black knight · b5 white bishop · e5 black pawn · d4 white pawn · e4 white pawn · c3 white knight · f3 white knight · a2 white pawn · b2 white pawn · c2 white pawn · f2 white pawn · g2 white pawn · h2 white pawn · a1 white rook · c1 white bishop · d1 white queen · e1 white rook · g1 white king | a8 black rook · d8 black queen · e8 black king · h8 black rook · a7 black pawn · b7 black pawn · c7 black pawn · d7 black bishop · e7 black bishop · f7 black pawn · g7 black pawn · h7 black pawn · c6 black knight · d6 black pawn · f6 black knight · b5 white bishop · e5 black pawn · d4 white pawn · e4 white pawn · c3 white knight · f3 white knight · a2 white pawn · b2 white pawn · c2 white pawn · f2 white pawn · g2 white pawn · h2 white pawn · a1 white rook · c1 white bishop · d1 white queen · e1 white rook · g1 white king | 1 |
|   | a | b | c | d | e | f | g | h |   |

1. e4 e5 2. Sf3 Sc6 3. Lb5 d6
Ovo je Steinitzova varijanta Španjolske partije.
4. d4 Ld7
Crni oslobađa vezanog skakača kako bi odgovorio na prijetnju 5. d5.
5. Sc3 Sf6 6. 0-0 Le7 7. Te1 (vidi dijagram)
Postavljanje suptilne zamke. Rokada se čini prirodnom za crnog, ali time se gubi pješak. Bolje je 7...exd4.
7... 0-0? 8. Lxc6 Lxc6 9. dxe5 dxe5 10. Dxd8 Taxd8 11. Sxe5
Najbolji potez crnog ovdje vjerojatno je 11...Ld7 iako bi bijeli ostao s pješakom više.
11... Lxe4?! 12. Sxe4 Sxe4
I bijeli može zastraniti: 13. Txe4?? bio bi grubi previd jer bi ga crni matirao: 13...Td1+ 14. Te1 Txe1#. Bijeli sljedećim potezom blokira tu mogućnost, prijeteći crnom skakaču na e4.
13. Sd3 f5
Crni skakač ne može se micati jer ga lovac na e7 drži vezanog.
14. f3 Lc5+?!
Bolje je 14...Lh4 15. g3 Sxg3 16. hxg3 Lxg3, gdje crni dobija dva pješaka za skakača.
15. Sxc5 Sxc5 16. Lg5 Td5 17. Le7 Te8 18. c4 1–0
Bijeli osvaja najmanje kvalitet, pa je Austrijanac predao.